# Acentronichthys leptos
Acentronichthys leptos е вид лъчеперка от семейство Heptapteridae, единствен представител на род Acentronichthys.

## Разпространение
Видът е разпространен в Бразилия (Парана, Рио де Жанейро, Санта Катарина и Сао Пауло).